# Erdogan Atalay
Erdogan Atalay, turško-nemški igralec, * 22. september 1966, Hannover, Nemčija.
Atalay je prepoznaven predvsem po liku policista Semirja Gerkana v nemški TV-nanizanki Alarm für Cobra 11 - Die Autobahnpolizei.

## Kratek življenjepis
Njegov oče prihaja iz Turčije, njegova mama pa je Nemka. Do leta 1987 se je šolal na nemški univerzi za gledališče in glasbo Hochschule für Musik und Theater (HfMT) v Hamburgu. Kmalu zatem je začel nastopati v gledališčih in na televiziji, kasneje pa je sklenil pogodbo z RTL (RTL-Produktionen. Prvič je na televiziji nastopil v TV-nanizanki Einsatz für Lohbeck, kjer je imel manjšo vlogo. Po tistem je igral še v Doppelter Einsatz, Die Wache in Der Clown.
Erdogan Atalay je najbolj prepoznaven po liku policista Semirja Gerkana v nanizanki Alarm für Cobra 11 - Die Autobahnpolizei, ki jo snemajo od leta 1995.

## Zasebno življenje
Erdogan Atalay živi z ženo Ann-Marie Pollmann, 22. novembra 2002 je postal oče hčerke Amire Paulette Melisande. Družina živi v Berlinu in Kölnu.

## Vloge v TV nanizankah
- Alarm für Cobra 11 - Die Autobahnpolizei .... Semir Gerkan / ... (202 epizodi, 1996-2009)
- Hammer & Hart (2006) (TV) .... Finanzbuchhalter
- Alarm für Cobra 11 - Einsatz für Team 2 .... Semir Gerkan (1 epizoda, 2003)
- Maximum Speed - Renn' um dein Leben! (2002) (TV) .... Markus Schneider
- Liebe pur (2000) (TV) (neobjavljen) .... uslužbenec na letališču
- Sperling .... Sabri (1 epizoda, 1999)
- Der Clown (1996) (TV) (neobjavljen) .... Semir Gerkan
- Doppelter Einsatz]] .... Özgul (1 epizoda, 1995)
- Einsatz für Lohbeck]] .... Kemal Özgün (1 epizoda, 1995)
- Die Wache .... Richard Schneider (1 epizoda, 1994)
- Diese Drombuschs .... Möbelpacker (1 epizoda, 1992)
- Musik groschenweise (1990, neznano število epizod)

## Napisana dela
- Alibaba (2002) (avtor)
- Alarm für Cobra 11 - Die Autobahnpolizei (1 epizoda, 2000)